# Холщевников, Константин Васильевич
Константин Васильевич Холще́вников (1906—1976) — советский учёный. Лауреат Сталинской премии.

## Биография
Младший ребёнок приказчика торгового дома, умершего, когда сыну было 2 года.
В 1923—1925 годах работал во втором доме Реввоенсовета. В 1925—1930 годах — инструктор ПУР РККА. В 1930—1931 годах учился в школе лётчиков, допустив ошибку на лётных выпускных экзаменах, сознательно ушёл из авиации. Год отработав рабочим, поступил в МАИ.
После окончания института (1936) работал в ЦИАМ.

### Двигатели для истребителей Сухого, Микояна и Гуревича
В первой половине 1940-х годов опыт показал, что воздушный винт и поршневой мотор исчерпали свои возможности по увеличению скорости самолетов. Среди средств по решению этой проблемы, помимо ЖРД и ТРД, рассматривались мотокомпрессорные двигатели — комбинация поршневого двигателя и воздушно-реактивного двигателя компрессорного типа.
Для нужд авиационных конструкторских бюро Артема Микояна и Михаила Гуревича, а также Павла Сухого под руководством К. В. Холщевникова в ЦИАМе был разработал воздушно-реактивный двигатель-компрессор или ВРДК мощностью 950 л.с. 
По расчётам конструкторов, новый двигатель должен был служить в качестве дополнительного к основному поршневому, обеспечивая прирост скорости около 100 км/ч.
В январе 1944 года в ОКБ Павла Сухого в инициативном порядке приступили к эскизному проектированию одноместного истребителя с комбинированной силовой установкой, состоящей из основного поршневого двигателя Владимира Климова ВК-107А с воздушным винтом и дополнительного ВРДК, выполнявшего функцию ускорителя. Компрессор ВРДК приводился во вращение двигателем М-107А при помощи вала.
Законченный проект был направлен для ознакомления в НКАП СССР. 22 мая 1944 года Государственный комитет обороны (ГКО) принял постановление, одним из пунктов которого обязал П.О. Сухого «…спроектировать и построить одноместный экспериментальный самолёт с мотором ВК-107А с установкой дополнительного ВРДК конструкции и постройки ЦИАМ…»
В начале июня в КБ приступили к проектированию самолёта, получившего обозначение «истребитель И-107», позднее переименованного в «Сухой Су-5» За основу приняли выполненный эскизный проект, который был доработан и предъявлен руководству НКАП и ВВС КА. Осенью 1944 года заключения по эскизному проекту и протокол макетной комиссии были утверждены и ОКБ Сухого приступило к проектированию и постройке опытного истребителя Су-5, который и был выпущен в одном экземпляре.
Тем же Постановлением ГКО от 22 мая 1944 года по созданию экспериментального истребителя с комбинированной силовой установкой началась работа в ОКБ Микояна и Гуревича.
Прототип под индексом «истребитель И-250» оснащался комбинированной силовой установкой —  поршневым двигателем ВК-107А и ВРДК как и у самолета Су-5.
После испытаний прототипа самолет был выпущен небольшой серией. Состоящий на вооружении Военно-морского флота истребитель И-250 получил наименование МиГ-13. 
Конструкции самолетов Су-5 и МиГ-13 оказались неудачными и в дальнейшем от такой комбинированной схемы движителей отказались.

### Научная деятельность и преподавательская работа
В 1950—1957 годах заведующий лабораторией № 3 ЦИАМ, в 1957—1976 заместитель начальника института.
Одновременно в 1945—1975 годах преподавал в МАИ.
Доктор технических наук (1957), профессор (1957).
Специалист в области лопаточных машин, теории авиационных двигателей и специальных силовых установок.
Создатель научной школы теории авиационных лопаточных машин. Автор фундаментальных работ по осевым компрессорам и турбинам, теории и расчету турбореактивных двигателей для сверхзвуковых самолетов.

## Награды и премии
- Сталинская премия третьей степени (1950) — за работу в области авиационной техники
- заслуженный деятель науки и техники РСФСР (1967)
- орден Ленина
- орден Трудового Красного Знамени (16.09.1945)
- орден «Знак Почёта»
- медали